# Guttannen
Guttannen is een gemeente en plaats in het Zwitserse kanton Bern, en maakt deel uit van het district Interlaken-Oberhasli.
Guttannen telt 321 inwoners.